# Fatima Ousseni
Pour les articles homonymes, voir Ousseni.
Fatima Ousseni est une collectionneuse d'art contemporain, féministe et première femme avocate dans le territoire français d'outre-mer de Mayotte,,.

## Biographie
Fatima Ousseni est considérée comme une inspiration pour les filles à Mayotte, un pays dans lequel « les filles sont prédestinées à se marier après deux ou trois ans de collège ». Deuxième femme avocate de Mayotte, Kassurati Mattoir, indique dans une interview que Fatima Ousseni l'a inspirée à poursuivre la profession d'avocat lors d'un projet qui s'est déroulé dans son école « sur la place des femmes à Mayotte ». Kassurati Mattoir reçoit ensuite son Juris Doctor en tant que mentorée dans l'étude de Fatima Ousseni,. 
Fatima Ousseni est co-organisatrice de l'exposition Mayotte « Arts Contemporains 2016 ». 
Elle est également la secrétaire organisatrice de l'Association Zangoma (en), qui organise en 2015 l'exposition " Afrique et Science " pour mettre en valeur les apports scientifiques du scientifique africain Cheikh Anta Diop, dont Fatima Ousseni a qualifié les travaux de "premières révolutions technologiques absolument inconnues". 